# Anna-Marie Keighley
Anna-Marie Keighley, née le 30 juin 1982, est une arbitre néo-zélandaise de football.

## Biographie
Elle officie comme arbitre lors de la Coupe du monde 2015, puis lors des Jeux olympiques d'été de 2016, puis lors de la Coupe du monde 2019.